# Carsta Löck

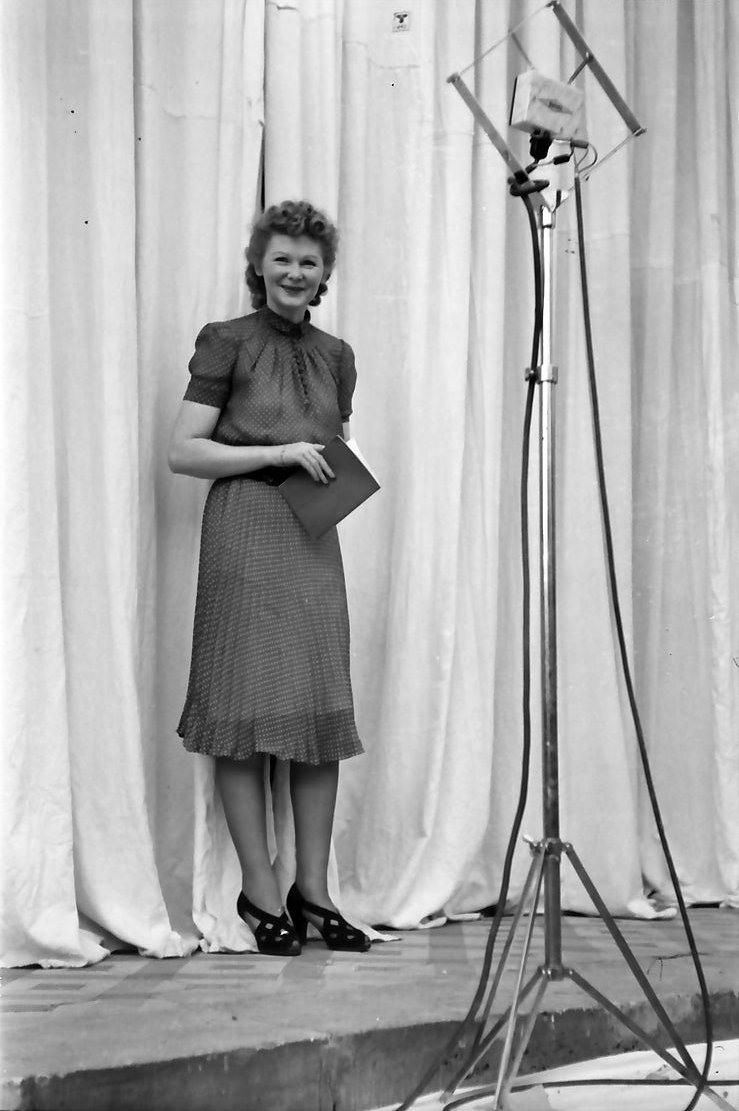
Carsta Löck, 1942

Carsta Betty Löck (* 28. Dezember 1902 in Deezbüll; † 19. Oktober 1993 in Berlin) war eine deutsche Schauspielerin.

## Leben
Die Tochter eines Kaufmanns wuchs in Kiel auf und arbeitete als Schriftzeichnerin. Nach einer Schauspielausbildung gab sie 1930 in Berlin ihr Debüt als Rosi in Hermann Sudermanns Die Schmetterlingsschlacht. Sie erhielt im selben Jahr ein Engagement an der Wanderbühne der deutschen Volksbühnenvereine Berlin. Ab 1934 gastierte sie an verschiedenen Berliner Bühnen wie dem Theater am Nollendorfplatz, Lessingtheater, Komödie, Kammerspiele des Deutschen Theaters, Tribüne, Renaissance-Theater und Schlossparktheater. Gegen Kriegsende war sie auch bei der Truppenbetreuung an der Front. Sie stand 1944 in der Gottbegnadeten-Liste des Reichsministeriums für Volksaufklärung und Propaganda. Nach dem Krieg setzte sie ihre Theatertätigkeit in Berlin fort.
Seit 1933 wurde sie sehr oft in Spielfilmen eingesetzt, insbesondere in Filmkomödien. Sie war bald festgelegt auf das einfache Mädel vom Land und spielte, meist in Nebenrollen und oft mit einer Prise Komik, Mägde, Soldatenbräute, Ehefrauen, Hauswirtschafterinnen, Sekretärinnen und Nachbarinnen. Im Nachkriegsfilm konnte sie als Mutter oder Großmutter an diesen Rollentyp anknüpfen. Unter anderem spielte sie Ida Jungmann in der Buddenbrooks-Verfilmung von 1959. Auch in zwei frühen DEFA-Streifen spielte sie mit, nämlich in Die Kuckucks und als lebenslustige Kneipenwirtin Emma in Die Buntkarierten. 1959 sah man sie auf dem Bildschirm neben den Geschwistern Willy und Lucy Millowitsch in dem Schwank Der Keusche Lebemann von Arnold und Bach in einer Aufzeichnung aus dem Millowitsch-Theater. Späte Popularität erlangte sie noch einmal als Krösa Maja in der schwedischen Film- und Fernsehserie über Michel aus Lönneberga. In der deutschen Fassung der Kinoversionen wurde sie allerdings von ihrer Schauspielkollegin Carola Höhn synchronisiert. 1989 erhielt sie das Filmband in Gold für langjähriges und hervorragendes Wirken im deutschen Film.
Carsta Löck verstarb am 19. Oktober 1993 im Alter von 90 Jahren in Berlin.

## Filmografie (Auswahl)
- 1933: Wenn am Sonntagabend die Dorfmusik spielt
- 1933: Reifende Jugend
- 1933: Flüchtlinge
- 1933: Der Doppelbräutigam
- 1934: Die vier Musketiere
- 1934: Krach um Jolanthe
- 1934: Hermine und die sieben Aufrechten
- 1935: Wer wagt – gewinnt
- 1935: Die weißen Teufel (unvollendet)
- 1935: Der mutige Seefahrer
- 1935: Die klugen Frauen
- 1936: Wenn der Hahn kräht
- 1936: Flitterwochen
- 1936: Onkel Bräsig
- 1936: Spiel an Bord
- 1937: Heimweh
- 1937: Fremdenheim Filoda
- 1937: Autobus S
- 1937: Ein Volksfeind
- 1938: Die 4 Gesellen
- 1938: Pour le mérite
- 1938: Die Hochzeitsreise
- 1939: D III 88
- 1939: Das Gewehr über
- 1939: Legion Condor (unvollendet)
- 1939: Dein Leben gehört mir
- 1939/41: Kadetten
- 1940: Ihr Privatsekretär
- 1940: Mädchen im Vorzimmer
- 1940: Für die Katz
- 1940: Die lustigen Vagabunden
- 1940: Kampfgeschwader Lützow
- 1940: Männerwirtschaft
- 1941: Über alles in der Welt
- 1941: Jakko
- 1941: U-Boote westwärts!
- 1941: Kleine Mädchen, große Sorgen
- 1942: Stimme des Herzens
- 1943: Besatzung Dora
- 1943: Ein schöner Tag
- 1944: Ein fröhliches Haus
- 1944/49: Der große Fall
- 1944/49: Freitag, der 13.
- 1945: Der stumme Gast
- 1945: Das Leben geht weiter (unvollendet)
- 1945: Dr. phil. Döderlein (unvollendet)
- 1947: Zwischen gestern und morgen
- 1948: Film ohne Titel
- 1949: Der große Mandarin
- 1949: Die Kuckucks
- 1949: Die Buntkarierten
- 1949: Derby
- 1949: Kätchen für alles
- 1949: Hochzeit mit Erika
- 1950: Insel ohne Moral
- 1950: Eine Frau mit Herz
- 1951: Das seltsame Leben des Herrn Bruggs
- 1951: Das späte Mädchen
- 1952: Liebe im Finanzamt
- 1952: Ich heiße Niki
- 1952: Ferien vom Ich
- 1953: Käpt’n Bay-Bay
- 1953: Hollandmädel
- 1953: Damenwahl
- 1953: Christina
- 1954: Heideschulmeister Uwe Karsten
- 1954: Morgengrauen
- 1954: Der Engel mit dem Flammenschwert
- 1954: Bei Dir war es immer so schön
- 1954: Eine Frau von heute
- 1955: Oberwachtmeister Borck
- 1955: Griff nach den Sternen
- 1955: Der Major und die Stiere
- 1956: Drei Birken auf der Heide
- 1956: Heidemelodie
- 1956: Kirschen in Nachbars Garten
- 1956: Skandal um Dr. Vlimmen
- 1957: Witwer mit fünf Töchtern
- 1958: Der Greifer
- 1958: Grabenplatz 17
- 1958: Der Mann im Strom
- 1959: Paprika
- 1959: Buddenbrooks
- 1959: 2 x Adam, 1 x Eva
- 1959: Der keusche Lebemann
- 1960: Mein Schulfreund
- 1960: Im Namen einer Mutter
- 1960: Wenn die Heide blüht
- 1961: Riviera-Story
- 1962: Eheinstitut Aurora
- 1962: Das Mädchen und der Staatsanwalt
- 1965: Mädchen hinter Gittern
- 1965: Gewagtes Spiel: Das Privatmuseum
- 1967: Vier Stunden von Elbe 1 (Fernsehspiel von Helga Feddersen)
- 1968: Einer fehlt beim Kurkonzert
- 1971: Immer dieser Michel 1. – Michel in der Suppenschüssel (Emil i Lönneberga)
- 1972: Immer dieser Michel 2. – Michel muß mehr Männchen machen (Nya hyss av Emil i Lönneberga)
- 1973: Immer dieser Michel 3. – Michel bringt die Welt in Ordnung (Emil och griseknoen)
- 1977: Feuer um Mitternacht
- 1979: Neues vom Räuber Hotzenplotz
- 1982: Der Schnüffler

## Hörspiele
- 1949: Aristophanes: Lysistrata (Myrrhine) – Regie: Carlheinz Riepenhausen (Berliner Rundfunk)